# Only Time - The Collection
Only Time - The Collection é um box da cantora, compositora e musicista irlandesa Enya, lançado em novembro de 2002 pelo WEA. 
O conjunto contém 51 faixas, divididas em quatro discos, que cobrem desde seu álbum de estreia de 1987 Enya até seu single de 2002 "May It Be", além de um livreto de 48 páginas com anotações e letras de sua letrista de longa data Roma Ryan. O box conta também com um vídeo da apresentação de "Oíche Chiúin", originalmente exibida no programa da BBC Christmas Day in the Morning, no dia 25 de dezembro de 1996, e que fora gravado na Christ Church Cathedral, em Dublin, na Irlanda. Além deste vídeo reproduzível em computadores, há também um protetor de tela com motivo da capa do box, e um slideshow de fotos presentes no livreto. O box foi um lançamento mundial limitado, com uma tiragem de 200.000 cópias, dos quais mais de 60.000 foram vendidos nos EUA. A seleção das músicas foi feita por Enya, Nicky Ryan e Roma Ryan 

## Lista de faixas
Todas as músicas compostas por Enya; todas as letras escritas por Roma Ryan, exceto "Marble Halls", "How Can I Keep from Singing?" e "Oíche Chiúin"; todas as faixas produzidas por Nicky Ryan. 
| Only Time - The Collection – CD 1 |                         |           |         |  |
| N.º                               | Título                  | Do álbum  | Duração |  |
| 1.                                | "Watermark"             | Watermark | 2:24    |  |
| 2.                                | "Exile"                 | Watermark | 4:20    |  |
| 3.                                | "Aldebaran"             | Enya      | 3:05    |  |
| 4.                                | "March of the Celts"    | Enya      | 3:15    |  |
| 5.                                | "Boadicea"              | Enya      | 3:28    |  |
| 6.                                | "The Sun in the Stream" | Enya      | 2:54    |  |
| 7.                                | "On Your Shore"         | Watermark | 3:59    |  |
| 8.                                | "Cursum Perficio"       | Watermark | 4:06    |  |
| 9.                                | "Storms in Africa"      | Watermark | 4:03    |  |
| 10.                               | "The Celts"             | Enya      | 2:56    |  |
| 11.                               | "Miss Clare Remembers"  | Watermark | 1:59    |  |
| 12.                               | "I Want Tomorrow"       | Enya      | 4:00    |  |

| Only Time - The Collection – CD 2 |                         |                |         |  |
| N.º                               | Título                  | Do álbum       | Duração |  |
| 1.                                | "Orinoco Flow"          | Watermark      | 4:25    |  |
| 2.                                | "Ebudæ"                 | Shepherd Moons | 1:53    |  |
| 3.                                | "River"                 | Watermark      | 3:10    |  |
| 4.                                | "The Longships"         | Watermark      | 3:36    |  |
| 5.                                | "Na Laetha Geal M'Óige" | Watermark      | 3:54    |  |
| 6.                                | "Book of Days"          | Shepherd Moons | 2:55    |  |
| 7.                                | "Shepherd Moons"        | Shepherd Moons | 3:42    |  |
| 8.                                | "Caribbean Blue"        | Shepherd Moons | 3:56    |  |
| 9.                                | "Evacuee"               | Shepherd Moons | 3:49    |  |
| 10.                               | "Evening Falls..."      | Watermark      | 3:46    |  |
| 11.                               | "Lothlórien"            | Shepherd Moons | 2:08    |  |
| 12.                               | "Marble Halls"          | Shepherd Moons | 3:51    |  |

| Only Time - The Collection – CD 3 |                                |                     |         |  |
| N.º                               | Título                         | Do álbum            | Duração |  |
| 1.                                | "Afer Ventus[a]"               | Shepherd Moons      | 4:06    |  |
| 2.                                | "No Holly for Miss Quinn"      | Shepherd Moons      | 2:40    |  |
| 3.                                | "The Memory of Trees"          | The Memory of Trees | 4:18    |  |
| 4.                                | "Anywhere Is"                  | The Memory of Trees | 3:58    |  |
| 5.                                | "Athair Ar Neamh"              | The Memory of Trees | 3:39    |  |
| 6.                                | "China Roses"                  | The Memory of Trees | 4:47    |  |
| 7.                                | "How Can I Keep from Singing?" | Shepherd Moons      | 4:22    |  |
| 8.                                | "Hope Has a Place"             | The Memory of Trees | 4:44    |  |
| 9.                                | "Tea-House Moon"               | The Memory of Trees | 2:41    |  |
| 10.                               | "Pax Deorum"                   | The Memory of Trees | 4:58    |  |
| 11.                               | "Eclipse"                      | A Box of Dreams     | 1:30    |  |
| 12.                               | "Isobella"                     | A Day Without Rain  | 4:27    |  |

| Only Time - The Collection – CD 4 |                                       |                                                   |         |  |
| N.º                               | Título                                | Do álbum                                          | Duração |  |
| 1.                                | "Only Time"                           | A Day Without Rain                                | 3:38    |  |
| 2.                                | "A Day Without Rain"                  | A Day Without Rain                                | 2:38    |  |
| 3.                                | "Song of the Sandman" (Lullaby)       | Enya                                              | 3:40    |  |
| 4.                                | "Willows on the Water"                | A Box of Dreams                                   | 3:00    |  |
| 5.                                | "Wild Child"                          | A Day Without Rain                                | 3:47    |  |
| 6.                                | "Flora's Secret"                      | A Day Without Rain                                | 4:05    |  |
| 7.                                | "Fallen Embers"                       | A Day Without Rain                                | 2:29    |  |
| 8.                                | "Tempus Vernum"                       | A Day Without Rain                                | 2:24    |  |
| 9.                                | "Deora Ar Mo Chroí"                   | A Day Without Rain                                | 2:48    |  |
| 10.                               | "One by One"                          | A Day Without Rain                                | 3:53    |  |
| 11.                               | "The First of Autumn"                 | A Day Without Rain                                | 3:08    |  |
| 12.                               | "Lazy Days"                           | A Day Without Rain                                | 3:43    |  |
| 13.                               | "May It Be"                           | The Lord of the Rings: The Fellowship of the Ring | 3:30    |  |
| 14.                               | "Oíche Chiúin" (Silent Night)         |                                                   | 3:45    |  |
| 15.                               | "Oíche Chiúin" (Silent Night) (vídeo) |                                                   | 3:45    |  |
| Duração total:                    | Duração total:                        | Duração total:                                    | 2:56:27 |  |

Notas
- ↑[a]  Erroneamente impresso como After Ventus na lista de faixas.